# Stanley Coren
Stanley Coren (Filadélfia, 1942) é um escritor, professor doutor de psicologia e um pesquisador neuropsicólogo estadunidense. Stanley é o autor do conhecido livro A Inteligência dos Cães, traduzido em 26 idiomas. O norte-americano, graças a seu trabalho em comportamento canino, foi incluído como membro em associações como American Psychological Association e Association for Psychological Science, além de ter recebido prêmios como Canadian Psychiatric Association Research Award e Robert E. Knox Master Teacher Award, e ser entrevistado em programas de tv nacionais como os de Oprah e Larry King nos Estados Unidos.
| “ | A ciência talvez nunca compreenda a extensão completa do que os cães sabem sobre linguagem, resolução de problemas, passado, futuro, Deus, tempo ou filosofia. No fim das contas, devemos nos contentar com o fato deles saberem o suficiente para serem cães, o que é tudo o que precisamos deles | ” |